# عبدالرضا شهلایی
عبدالرضا شهلایی (زاده ۱۳۳۷ کرمانشاه) به گفته دولت آمریکا معاون نیروی قدس است و سازمان‌های زیادی را کنترل می‌کند که مسئول حملات به نیروهای آمریکایی‌ها و متحدان آنها در سراسر جهان هستند و علاوه بر برنامه‌ریزی کشتن تعداد زیادی از سربازان ائتلاف در عراق، مهمات و اسلحه گروه‌های شیعه را نیز تأمین کرده و می‌کند. او در سال ۲۰۰۸ به دلیل همین اقدامات به عنوان تروریست در فهرست سیاه آمریکا قرار گرفت.
خبرگزاری ایرنا در یک قسمت که بعدها آن را از خروجی خود حذف کرد، نوشته بود که حسن ایرلو، سفیر ایران در یمن که بر اثر کرونا درگذشت، همان عبدالرضا شهلایی است. اما وزارت خارجه آمریکا تایید کرد که آنها دو فرد متفاوت هستند و پاداش برای دستگیری شهلایی همچنان پابرجاست.

## پیشینه
به گفته سازمان مجاهدین خلق، او ۶۴ ساله و متولد کرمانشاه و در دوران جنگ ایران و عراق از فرماندهان قرارگاه برون‌مرزی رمضان بوده و بعد از سقوط صدام حسین در سال ۲۰۰۳ (۱۳۸۲) همراه با محمد جعفری صحرارودی برای طراحی عملیات علیه نیروهای آمریکا و سازمان مجاهدین خلق به عراق رفته‌اند. هیچ سابقه‌ای از عبدالرضا شهلایی در قرارگاه رمضان منتشر و علنی نشده و حتی در خاطرات فرماندهان جنگ و مطالب منتشر شده دربارهٔ عملیات‌های دوران جنگ و اشاراتی که به تمامی یگان‌های مختلف ۵۷ گانه سپاه در جنگ می‌شود، نام عبدالرضا شهلایی دیده نمی‌شود. حتی در دیدارهای علی خامنه‌ای با فرماندهان سپاه پاسداران هم عکسی از او یافت نمی‌شود.

## فعالیت‌های مطرح شده
به گفته آمریکا، عبدالرضا شهلایی یکی از فعال‌ترین فرماندهان نیروی قدس سپاه پاسداران در خاورمیانه است و سال‌هاست که به طراحی عملیات برای کشتن نیروهای آمریکایی و تأمین منابع مالی برای این نوع عملیات‌ها مشغول است.
مقامات دفاعی و اطلاعاتی آمریکا می‌گویند او از افغانستان تا عراق و از سوریه تا یمن در تحرک و در حال برنامه‌ریزی و اقدام علیه نظامیان و اهداف آمریکایی است. شهلایی متهم است که سازمان‌دهنده اصلی حمله ۲۰ ژانویه ۲۰۰۷ (بهمن ۱۳۸۵) در کربلا بوده که به کشته‌شدن پنج نظامی آمریکایی و زخمی شدن سه نظامی دیگر انجامیده‌است. در آن روز در مجموع و طی ۲۴ ساعت دست‌کم ۲۴ سرباز آمریکایی در نقاط مختلف عراق کشته شدند که شماری از آنها از سوی شبه‌نظامیان مورد حمایت ایران هدف قرار گرفتند.
در ۲۰۱۱ نیز (مهر۱۳۹۰) آمریکا اعلام کرد که شهلایی در طراحی و سازماندهی ترور ناکام سفیر عربستان در آمریکا نقش داشته‌است ولی ایران این ادعا را رد کرد. آمریکا، اتحادیه اروپا و کانادا نام شهلایی را در فهرست تحریم‌های خود قرار دادند.
شواهد و قرائن نشان می‌دهد که عبدالرضا شهلایی دست‌کم از زمان تصرف صنعا به دست شبه‌نظامیان حوثی در ابتدای سال ۲۰۱۵ (زمستان ۱۳۹۳) مسئول پرونده یمن در نیروی قدس سپاه پاسداران بوده‌است.
وزارت امور خارجه آمریکا از طریق برنامه پاداش عدالت، برای اطلاعاتی که منجر به پیدا کردن محل زندگی وی می‌شود، ۱۵ میلیون دلار پاداش قرار داده‌است.

## تلاش برای ترور وی
به گفته یک مقام آمریکایی به خبرگزاری اینترسپت، در شب ۳ ژانویه ۲۰۲۰، ارتش آمریکا در رابطه با ترور فرمانده سپاه قدس قاسم سلیمانی در حمله هوایی به فرودگاه بین‌المللی بغداد، اقدام به حمله برای ترور شهلایی از طریق هواپیمای بدون سرنشین کرد. حمله هواپیماهای بدون سرنشین در صنعا، جایی که شهلایی مستقر بود، نتوانست او را بکشد، اما منجر به کشته شدن محمد میرزا، عضو پایین‌تر سپاه شد. این اولین کشته سپاه قدس است که در یمن تأیید شده‌است.
در ۱۰ ژانویه ۲۰۲۰، وزارت امور خارجه آمریکا به اقدام به تلاش ترور شهلایی اعتراف کرد. این منجر به گمانه زنی‌ها شد که حملات هواپیماهای بدون سرنشین در ۳ ژانویه حملات گسترده‌تری با هدف نابودی رهبری سپاه قدس بود.

## نسبت دادن او با حسن ایرلو
خبرگزاری جمهوری اسلامی (ایرنا) در یک قسمت از خبری که بعدها حذف شد، نوشته بود که حسن ایرلو، سفیر ایران در یمن که بر اثر کرونا درگذشت، همان عبدالرضا شهلایی است. ایرنا او را «رفیق و هم‌رزم» قاسم سلیمانی و «از فرماندهان مقاومت» معرفی کرد و در یک خط نوشته بود که او «به سردار شهلایی نیز معروف بود».
ساعاتی بعد، وزارت خارجه آمریکا تایید کرد که آنها دو فرد متفاوت هستند و پاداش برای دستگیری شهلایی همچنان پابرجاست.